# Listă de orașe din Ohio
- Această pagină este o listă alfabetică a orașelor din statul  Ohio,  Statele Unite ale Americii.

În statul Ohio există mai multe subdiviviuni administrative ale statului. Pentru
- Comitate, consultați Listă de comitate din statul Ohio,
- Orașe (Cities), consultați Listă de orașe din statul Ohio,
- Sate (Villages), consultați Listă de sate din statul Ohio,
- Districte (Civil townships), consultați Listă de districte din statul Ohio,
- Locuri desemnate pentru recensământ, cunoscute ca CDPs, consultați Listă de comunități desemnate pentru recensământ din Ohio,
- Localități neîncorporate (Unincorporated ares), consultați Listă de localități neîncorporate din statul Ohio

## A
|           | Populație | Comitat                         |
| Ada       | 5,582     | Hardin County                   |
| Akron     | 217,074   | Summit County                   |
| Alliance  | 23,253    | Stark County și Mahoning County |
| Amherst   | 11,797    | Lorain County                   |
| Ashland   | 21,249    | Ashland County                  |
| Ashtabula | 20,962    | Ashtabula County                |
| Athens    | 21,342    | Athens County                   |
| Aurora    | 13,556    | Portage County                  |
| Avon      | 11,446    | Lorain County                   |
| Avon Lake | 20,145    | Lorain County                   |

## B
|                   | Populație | Comitat                                                     |
| Barberton         | 27,899    | Summit County                                               |
| Bay Village       | 16,087    | Cuyahoga County                                             |
| Beachwood         | 12,186    | Cuyahoga County                                             |
| Beavercreek       | 37,984    | Greene County                                               |
| Bedford           | 14,214    | Cuyahoga County                                             |
| Bedford Heights   | 11,375    | Cuyahoga County                                             |
| Bellbrook         | 7,009     | Greene County                                               |
| Bellefontaine     | 13,069    | Logan County                                                |
| Bellevue          | 8,193     | Huron County, Sandusky County, Erie County și Seneca County |
| Belpre            | 6,660     | Washington County                                           |
| Berea             | 18,970    | Cuyahoga County                                             |
| Bexley            | 13,203    | Franklin County                                             |
| Blue Ash          | 12,513    | Hamilton County                                             |
| Bowling Green     | 29,636    | Wood County                                                 |
| Brecksville       | 13,382    | Cuyahoga County                                             |
| Broadview Heights | 15,967    | Cuyahoga County                                             |
| Brook Park        | 21,218    | Cuyahoga County                                             |
| Brooklyn          | 11,586    | Cuyahoga County                                             |
| Brookville        | 5,289     | Montgomery County                                           |
| Brunswick         | 33,388    | Medina County                                               |
| Bryan             | 8,333     | Williams County                                             |
| Bucyrus           | 13,224    | Crawford County                                             |

## C
|                   | Populație | Comitat                                              |
| Cambridge         | 11,520    | Guernsey County                                      |
| Campbell          | 9,460     | Mahoning County                                      |
| Canal Fulton      | 5,061     | Stark County                                         |
| Canfield          | 7,374     | Mahoning County                                      |
| Canton            | 80,806    | Stark County                                         |
| Carlisle          | 5,121     | Warren County și Montgomery County                   |
| Celina            | 10,303    | Mercer County                                        |
| Centerville       | 23,024    | Montgomery County și Greene County                   |
| Chardon           | 5,156     | Geauga County                                        |
| Cheviot           | 9,015     | Hamilton County                                      |
| Chillicothe       | 21,796    | Ross County                                          |
| Cincinnati        | 332,323   | Hamilton County                                      |
| Circleville       | 13,485    | Pickaway County                                      |
| Clayton           | 13,347    | Montgomery County și Miami County                    |
| Cleveland         | 480,032   | Cuyahoga County                                      |
| Cleveland Heights | 49,958    | Cuyahoga County                                      |
| Clyde             | 6,064     | Sandusky County                                      |
| Columbiana        | 5,635     | Columbiana County și Mahoning County                 |
| Columbus          | 759,755   | Franklin County, Delaware County și Fairfield County |
| Conneaut          | 12,485    | Ashtabula County                                     |
| Cortland          | 6,830     | Trumbull County                                      |
| Coshocton         | 11,682    | Coshocton County                                     |
| Crestline         | 5,088     | Crawford County și Richland County                   |
| Cuyahoga Falls    | 49,374    | Summit County                                        |

## D
|           | Populație | Comitat                                          |
| Dayton    | 166,179   | Montgomery County                                |
| Deer Park | 5,982     | Hamilton County                                  |
| Defiance  | 16,465    | Defiance County                                  |
| Delaware  | 25,243    | Delaware County                                  |
| Delphos   | 6,944     | Allen County și Van Wert County                  |
| Dover     | 12,210    | Tuscarawas County                                |
| Dublin    | 31,392    | Franklin County, Delaware County și Union County |

## E
|                | Populație | Comitat           |
| East Cleveland | 27,217    | Cuyahoga County   |
| East Liverpool | 13,089    | Columbiana County |
| East Palestine | 4,917     | Columbiana County |
| Eastlake       | 20,255    | Lake County       |
| Eaton          | 8,133     | Preble County     |
| Elyria         | 55,953    | Lorain County     |
| Englewood      | 12,235    | Montgomery County |
| Euclid         | 52,717    | Cuyahoga County   |

## F
|               | Populație | Comitat                                      |
| Fairborn      | 32,052    | Greene County                                |
| Fairfield     | 42,097    | Butler County                                |
| Fairlawn      | 7,307     | Summit County                                |
| Fairview Park | 17,572    | Cuyahoga County                              |
| Findlay       | 38,967    | Hancock County                               |
| Forest Park   | 19,463    | Hamilton County                              |
| Fostoria      | 13,931    | Seneca County, Hancock County și Wood County |
| Franklin      | 11,396    | Warren County                                |
| Fremont       | 17,375    | Sandusky County                              |

## G
|                   | Populație | Comitat          |
| Gahanna           | 32,636    | Franklin County  |
| Galion            | 11,341    | Crawford County  |
| Garfield Heights  | 30,734    | Cuyahoga County  |
| Geneva            | 6,595     | Ashtabula County |
| Girard            | 10,902    | Trumbull County  |
| Grandview Heights | 6,695     | Franklin County  |
| Green             | 22,817    | Summit County    |
| Greenfield        | 4,906     | Highland County  |
| Greenville        | 13,294    | Darke County     |
| Grove City        | 27,075    | Franklin County  |

## H
|                  | Populație | Comitat                           |
| Hamilton         | 60,690    | Butler County                     |
| Harrison         | 7,487     | Hamilton County                   |
| Heath            | 8,527     | Licking County                    |
| Highland Heights | 8,082     | Cuyahoga County                   |
| Hilliard         | 24,230    | Franklin County                   |
| Hillsboro        | 6,368     | Highland County                   |
| Hubbard          | 8,284     | Trumbull County                   |
| Huber Heights    | 38,212    | Montgomery County și Miami County |
| Hudson           | 22,439    | Summit County                     |
| Huron            | 7,958     | Erie County                       |

## I
|              | Populație | Comitat         |
| Independence | 7,109     | Cuyahoga County |
| Indian Hill  | 5,907     | Hamilton County |
| Ironton      | 11,211    | Lawrence County |

## J
|         | Populație | Comitat        |
| Jackson | 6,184     | Jackson County |

## K
|           | Populație | Comitat                            |
| Kent      | 27,906    | Portage County                     |
| Kenton    | 8,336     | Hardin County                      |
| Kettering | 57,502    | Montgomery County și Greene County |
| Kirtland  | 6,670     | Lake County                        |

## L
|            | Populație | Comitat                                           |
| Lakewood   | 56,646    | Cuyahoga County                                   |
| Lancaster  | 35,335    | Fairfield County                                  |
| Lebanon    | 16,962    | Warren County                                     |
| Lima       | 40,081    | Allen County                                      |
| Logan      | 6,704     | Hocking County                                    |
| London     | 8,771     | Madison County                                    |
| Lorain     | 68,652    | Lorain County                                     |
| Louisville | 8,904     | Stark County                                      |
| Loveland   | 11,677    | Hamilton County, Clermont County și Warren County |
| Lyndhurst  | 15,279    | Cuyahoga County                                   |

## M
|                    | Populație | Comitat                        |
| Macedonia          | 9,224     | Summit County                  |
| Madeira            | 8,923     | Hamilton County                |
| Mansfield          | 49,346    | Richland County                |
| Maple Heights      | 26,156    | Cuyahoga County                |
| Marietta           | 14,515    | Washington County              |
| Marion             | 35,318    | Marion County                  |
| Martins Ferry      | 7,226     | Belmont County                 |
| Marysville         | 15,942    | Union County                   |
| Mason              | 22,016    | Warren County                  |
| Massillon          | 31,325    | Stark County                   |
| Maumee             | 15,237    | Lucas County                   |
| Mayfield Heights   | 19,386    | Cuyahoga County                |
| Medina             | 25,139    | Medina County                  |
| Mentor             | 50,278    | Lake County                    |
| Mentor-on-the-Lake | 8,127     | Lake County                    |
| Miamisburg         | 19,489    | Montgomery County              |
| Middleburg Heights | 15,542    | Cuyahoga County                |
| Middletown         | 51,605    | Butler County                  |
| Milford            | 6,284     | Clermont County                |
| Monroe             | 7,133     | Butler County și Warren County |
| Montgomery         | 10,163    | Hamilton County                |
| Moraine            | 6,897     | Montgomery County              |
| Mount Healthy      | 7,149     | Hamilton County                |
| Mount Vernon       | 14,375    | Knox County                    |
| Munroe Falls       | 5,314     | Summit County                  |

## N
|                    | Populație | Comitat           |
| Napoleon           | 9,318     | Henry County      |
| Nelsonville        | 5,230     | Athens County     |
| New Carlisle       | 5,735     | Clark County      |
| New Franklin       | 14,530    | Summit County     |
| New Lexington      | 5,033     | Perry County      |
| New Philadelphia   | 17,056    | Tuscarawas County |
| Newark             | 46,279    | Licking County    |
| Newton Falls       | 5,002     | Trumbull County   |
| Niles              | 20,932    | Trumbull County   |
| North Canton       | 16,369    | Stark County      |
| North College Hill | 10,082    | Hamilton County   |
| North Olmsted      | 34,113    | Cuyahoga County   |
| North Ridgeville   | 22,338    | Lorain County     |
| North Royalton     | 28,648    | Cuyahoga County   |
| Northwood          | 5,471     | Wood County       |
| Norton             | 11,523    | Summit County     |
| Norwalk            | 16,238    | Huron County      |
| Norwood            | 21,675    | Hamilton County   |

## O
|               | Populație | Comitat           |
| Oakwood       | 9,215     | Montgomery County |
| Oberlin       | 8,195     | Lorain County     |
| Olmsted Falls | 7,962     | Cuyahoga County   |
| Ontario       | 5,303     | Richland County   |
| Oregon        | 19,355    | Lucas County      |
| Orrville      | 8,551     | Wayne County      |
| Oxford        | 21,943    | Butler County     |

## P
|               | Populație | Comitat                             |
| Painesville   | 17,503    | Lake County                         |
| Parma         | 85,655    | Cuyahoga County                     |
| Parma Heights | 21,659    | Cuyahoga County                     |
| Pataskala     | 10,249    | Licking County                      |
| Pepper Pike   | 6,040     | Cuyahoga County                     |
| Perrysburg    | 16,949    | Wood County                         |
| Pickerington  | 14,792    | Fairfield County și Franklin County |
| Piqua         | 20,738    | Miami County                        |
| Port Clinton  | 6,391     | Ottawa County                       |
| Portsmouth    | 20,909    | Scioto County                       |
| Powell        | 6,247     | Delaware County                     |

## R
|                  | Populație | Comitat                                             |
| Ravenna          | 11,771    | Portage County                                      |
| Reading          | 11,292    | Hamilton County                                     |
| Reynoldsburg     | 32,069    | Franklin County, Fairfield County și Licking County |
| Richmond Heights | 10,944    | Cuyahoga County                                     |
| Rittman          | 6,314     | Wayne County                                        |
| Riverside        | 23,545    | Montgomery County                                   |
| Rocky River      | 20,735    | Cuyahoga County                                     |
| Rossford         | 6,406     | Wood County                                         |

## S
|                 | Populație | Comitat                            |
| St. Bernard     | 5,137     | Hamilton County                    |
| St. Clairsville | 5,057     | Belmont County                     |
| St. Marys       | 8,342     | Auglaize County                    |
| Salem           | 12,197    | Columbiana County                  |
| Sandusky        | 27,844    | Erie County                        |
| Seven Hills     | 12,080    | Cuyahoga County                    |
| Shaker Heights  | 29,405    | Cuyahoga County                    |
| Sharonville     | 13,804    | Hamilton County și Butler County   |
| Sheffield Lake  | 9,371     | Lorain County                      |
| Shelby          | 9,821     | Richland County                    |
| Sidney          | 20,211    | Shelby County                      |
| Silverton       | 5,178     | Hamilton County                    |
| Solon           | 21,802    | Cuyahoga County                    |
| South Euclid    | 23,537    | Cuyahoga County                    |
| Springboro      | 12,380    | Warren County și Montgomery County |
| Springdale      | 10,563    | Hamilton County                    |
| Springfield     | 65,358    | Clark County                       |
| Steubenville    | 19,015    | Jefferson County                   |
| Stow            | 32,139    | Summit County                      |
| Streetsboro     | 12,311    | Portage County                     |
| Strongsville    | 43,858    | Cuyahoga County                    |
| Struthers       | 11,756    | Mahoning County                    |
| Sylvania        | 18,670    | Lucas County                       |

## T
|            | Populație | Comitat           |
| Tallmadge  | 16,390    | Summit County     |
| Tiffin     | 18,135    | Seneca County     |
| Tipp City  | 9,221     | Miami County      |
| Toledo     | 313,619   | Lucas County      |
| Toronto    | 5,676     | Jefferson County  |
| Obsiphovia | 8,746     | Seneca County     |
| Trotwood   | 27,420    | Montgomery County |
| Troy       | 21,999    | Miami County      |
| Twinsburg  | 17,006    | Summit County     |

## U
|                    | Populație | Comitat                           |
| Uhrichsville       | 5,662     | Tuscarawas County                 |
| Union              | 5,574     | Montgomery County și Miami County |
| University Heights | 14,146    | Cuyahoga County                   |
| Upper Arlington    | 33,686    | Franklin County                   |
| Upper Sandusky     | 6,533     | Wyandot County                    |
| Urbana             | 11,613    | Champaign County                  |

## V
|           | Populație | Comitat                      |
| Van Wert  | 10,690    | Van Wert County              |
| Vandalia  | 14,603    | Montgomery County            |
| Vermilion | 10,927    | Lorain County și Erie County |

## W
|                        | Populație | Comitat                            |
| Wadsworth              | 18,437    | Medina County                      |
| Wapakoneta             | 9,474     | Auglaize County                    |
| Warren                 | 46,832    | Trumbull County                    |
| Warrensville Heights   | 15,109    | Cuyahoga County                    |
| Washington Court House | 13,524    | Fayette County                     |
| Wauseon                | 7,091     | Fulton County                      |
| Waverly                | 4,433     | Pike County                        |
| Wellston               | 6,078     | Jackson County                     |
| West Carrollton        | 13,818    | Montgomery County                  |
| Westerville            | 35,318    | Franklin County și Delaware County |
| Westlake               | 31,719    | Cuyahoga County                    |
| Whitehall              | 19,201    | Franklin County                    |
| Wickliffe              | 13,484    | Lake County                        |
| Willard                | 6,806     | Huron County                       |
| Willoughby             | 22,621    | Lake County                        |
| Willoughby Hills       | 8,595     | Lake County                        |
| Willowick              | 14,361    | Lake County                        |
| Wilmington             | 11,921    | Clinton County                     |
| Wooster                | 24,811    | Wayne County                       |
| Worthington            | 14,125    | Franklin County                    |
| Wyoming                | 8,261     | Hamilton County                    |

## X
|       | Populație | Comitat       |
| Xenia | 24,164    | Greene County |

## Y
|            | Populație | Comitat         |
| Youngstown | 82,026    | Mahoning County |

## Z
|            | Populație | Comitat          |
| Zanesville | 25,586    | Muskingum County |

## Alte legături interne
- Categorie:Liste de orașe din Statele Unite după stat
- Categorie:Liste de târguri din Statele Unite după stat
- Categorie:Liste de districte civile din Statele Unite după stat
- Categorie:Liste de sate din Statele Unite după stat
- Categorie:Liste de comunități desemnate pentru recensământ din Statele Unite după stat
- Categorie:Liste de comunități neîncorporate din Statele Unite după stat
- Categorie:Liste de localități dispărute din Statele Unite după stat
- Categorie:Liste de rezervații amerindiene din Statele Unite după stat
- Categorie:Liste de zone de teritoriu neorganizat din Statele Unite după stat

și
- Listă de municipalități din statul Ohio
  - Listă de orașe din statul Ohio
  - Listă de târguri din statul Ohio
  - Listă de sate din statul Ohio

respectiv
- Listă de comitate din statul Ohio
- Listă de districte civile din statul Ohio
- Listă de locuri desemnate pentru recensământ din statul Ohio
- Listă de comunități neîncorporate din statul Ohio
- Listă de localități din statul Ohio
- Listă de localități dispărute din statul Ohio
- Listă de rezervații amerindiene din statul Ohio
- Listă de zone de teritoriu neorganizat din statul Ohio